# Nick Houy
Nicholas G. „Nick“ Houy (* Juni 1982) ist ein US-amerikanischer Filmeditor.

## Leben
Nick Houy wuchs zunächst in Colorado Springs auf. Noch während der Schulzeit zog er mit seiner Mutter nach Boulder, Colorado. Als Jugendlicher drehte er eigene Super-8-Kurzfilm und besuchte Filmkurse. Sein Studium an der University of Colorado Boulder schloss er 2004 mit einem Bachelor in Filmproduktion ab.
Danach zog Houy nach New York City, wo er seine Karriere in der Filmbranche zunächst als Produktions-Assistant begann. Ab Mitte der 2000er Jahre arbeitete er an ersten Filmprojekten als Schnittassistent. Ab dem Jahr 2012 war er als eigenständiger Filmeditor für den Filmschnitt von Filmen wie Fairhaven, Beside Still Waters und Manhattan Romance verantwortlich. Für seine Arbeit an der Miniserie The Night Of – Die Wahrheit einer Nacht wurde er 2017 mit einem Emmy in der Kategorie Outstanding Single-Camera Picture Editing for a Limited Series or Movie ausgezeichnet. Im gleichen Jahr zeichnete Houy nach einer Empfehlung von Jennifer Lame für den Schnitt von Greta Gerwigs Coming-of-Age-Film Lady Bird verantwortlich. Danach schnitt Houy Jonah Hills Skater-Film Mid90s und arbeitete erneut mit Greta Gerwig am Historiendrama Little Women und der Komödie Barbie.
Houy ist Mitglied der American Cinema Editors.

## Filmografie (Auswahl)
- 2012: Gem St. (Kurzfilm)
- 2012: Fairhaven
- 2012: Mary Bauer (Kurzfilm)
- 2013: Beside Still Waters
- 2014: Manhattan Romance
- 2015: OM City (Fernsehserie, 2 Episoden)
- 2015: Men of Brutus (Dokumentarfilm, auch Regie, Produktion, Kamera)
- 2016: The Night Of – Die Wahrheit einer Nacht (The Night Of, Miniserie, 7 Episoden)
- 2017: Lady Bird
- 2017–2018: Billions (Fernsehserie, 5 Episoden)
- 2018: Mid90s
- 2019: Little Women
- 2021: The Humans
- 2022: Stutz (Dokumentarfilm)
- 2023: Barbie
- 2024: Bob Marley: One Love